# Guo Xi

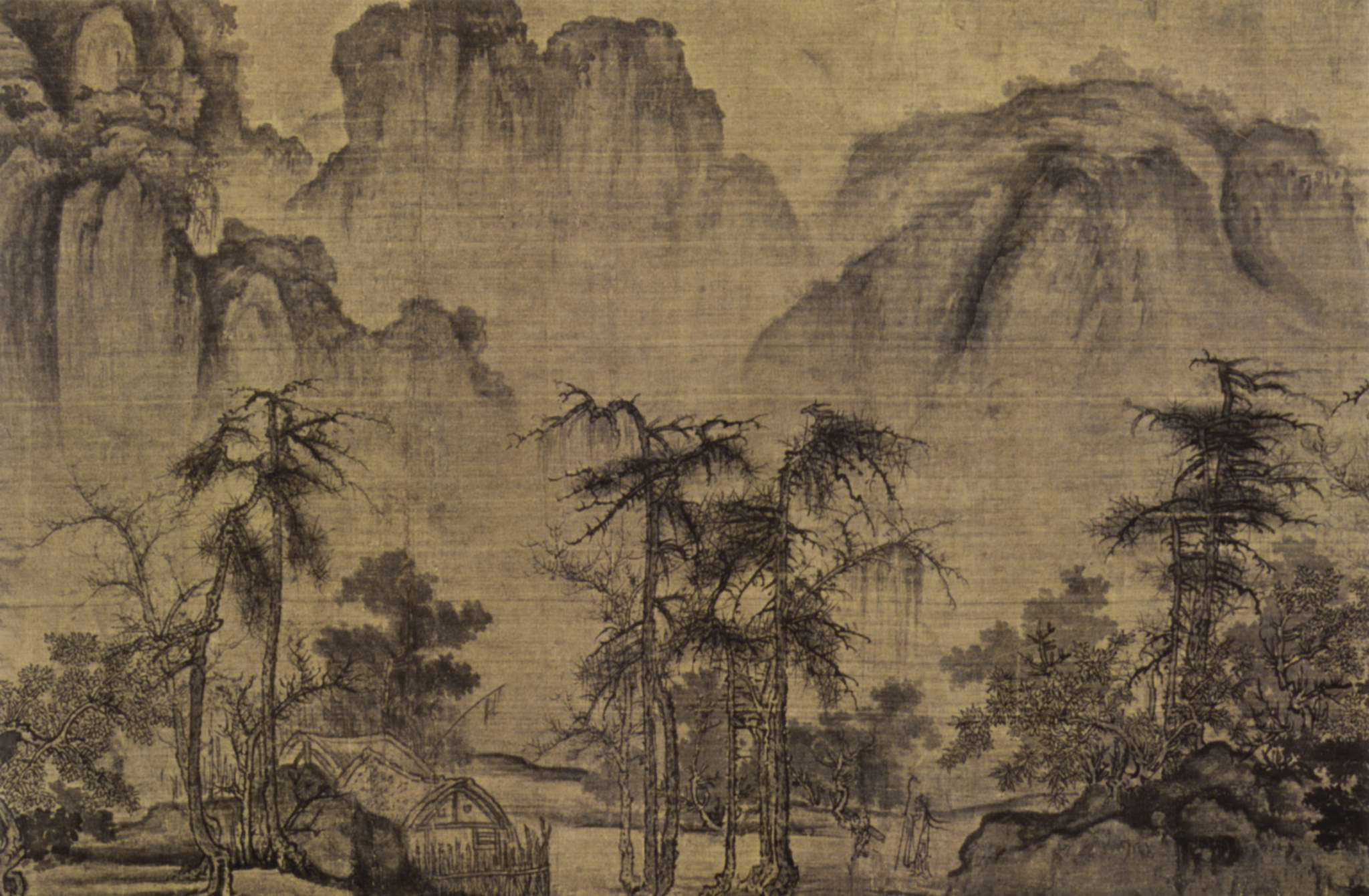
Otoño en el Valle del Río.

Guo Xi (en chino, 郭熙; pinyin, Guō Xī; Wade-Giles, Kuo Hsi) (circa 1020–1090) fue un pintor paisajista chino, originario de la Provincia de Henan.

## Biografía

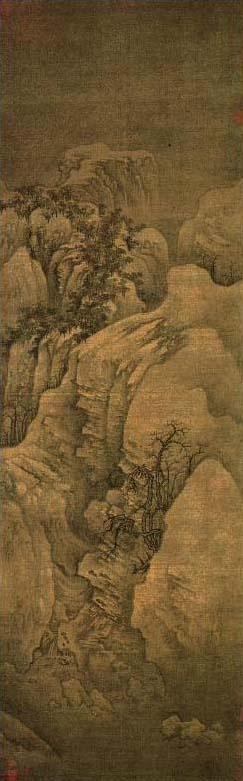
Valle profundo (Museo de Shanghái). Esta obra muestra una escena de un profundo y sereno valle montañoso cubierto de nieve y varios árboles viejos luchando por sobrevivir en escarpados acantilados. Es una obra maestra de Guo Xi por el uso de la tinta clara y la magnífica composición para expresar su abierta y elevada concepción artística.

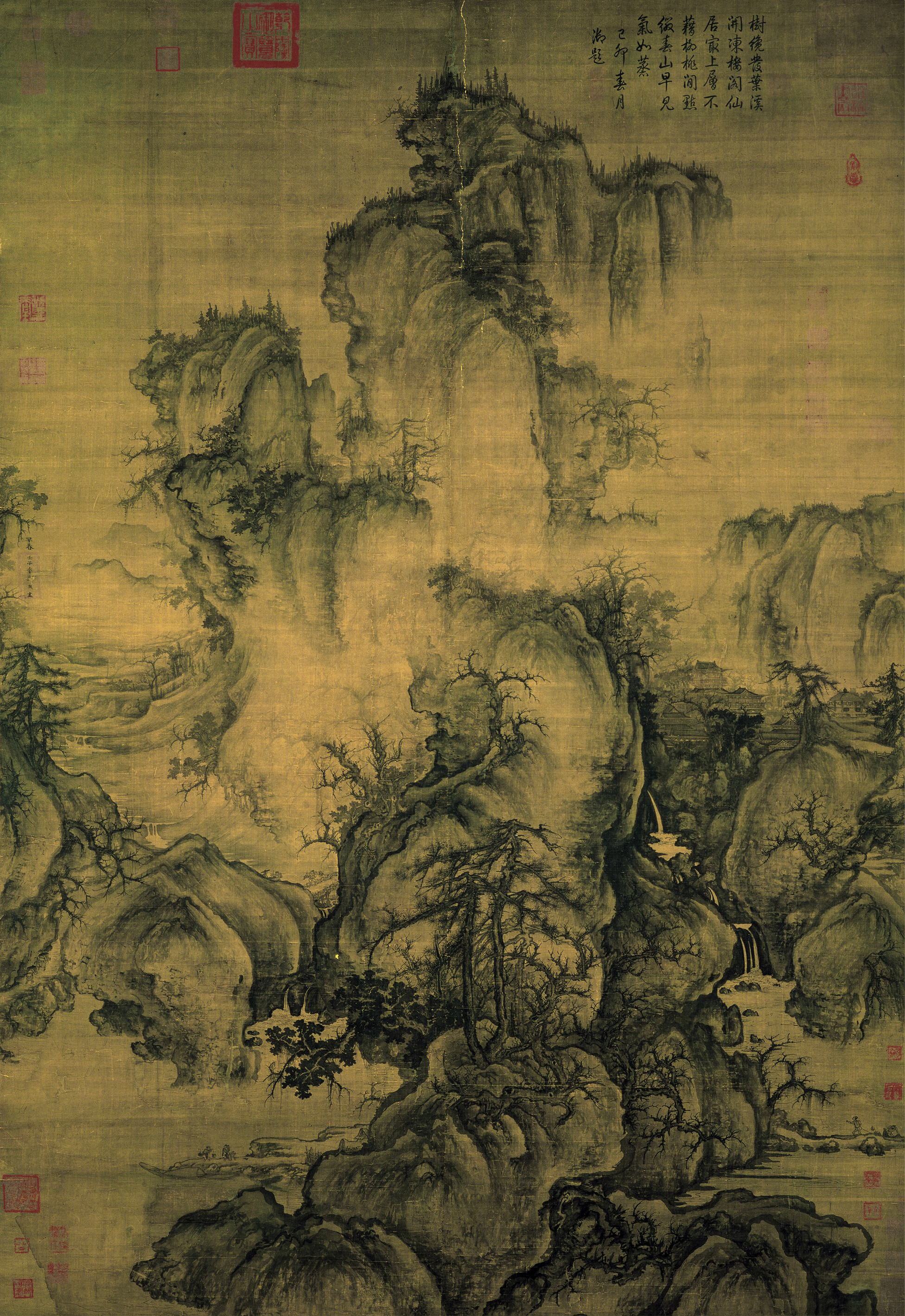
Primavera reciente (1072), Museo Nacional del Palacio, Taipéi.

Fue el máximo exponente de la pintura Song septentrional, en la que el género pictórico alcanzó el mismo estatus cultural que la poesía, gracias sobre todo el mecenazgo del emperador Huizong. Surgió entonces la figura del «pintor-letrado» (wen ren hua), el artista dotado de una gran erudición y acervo cultural, equiparado socialmente a la altura de los literatos, y no ya como un mero artesano, como era considerado hasta hacía poco. El principal género de expresión de estos pintores fue el paisaje, junto a la pintura de pájaros y flores.
Se le atribuye un texto titulado El sublime mensaje del bosque y los arroyos (林泉高致). La obra abarca diversos temas centrados en la forma adecuada de pintar un paisaje. Fue un profesional de la corte, un literato, un pintor bien educado que desarrolló un sistema increíblemente detallado de pinceladas idiomáticas que se convirtió en importante para pintores posteriores. Una de sus obras más famosas es Primavera reciente, fechada en 1072. 
Guo fue profesor en la Academia Imperial de Pintura, desde donde ejerció una gran influencia en el ambiente cultural de su tiempo. En 1080 publicó Las instrucciones de un padre, un tratado sobre la pintura de paisaje que tuvo un notable éxito y fue estudiado por generaciones de pintores.
Su obra destaca por la introducción de una innovadora técnica para la producción de múltiples perspectivas, que llamó «el ángulo de la totalidad». Este tipo de representación visual también se denomina perspectiva flotante, una técnica que desplaza la mirada estática del espectador y pone de relieve las diferencias entre las técnicas china y occidental de la representación espacial.
Entre su tratado y sobre 'montañas y aguas', escribe:

"Las nubes y los vapores de los paisajes reales no son los mismos en las cuatro estaciones. En primavera son claros y difusos, en verano ricos y densos, en otoño dispersos y delgados, en invierno oscuros y solitarios. Cuando estos efectos se pueden ver en imágenes, las nubes y los vapores tienen un aire de vida. La niebla alrededor de las montañas no es la misma en las cuatro estaciones. Las montañas en primavera son ligeras y seductoras como si sonrieran: las montañas en verano tienen un color azul verdoso que parece extenderse sobre ellas; las montañas en otoño son brillantes y ordenadas como recién pintadas; las montañas en invierno están tristes y tranquilas como si estuvieran dormidas."

Otro cuadro que se le puede atribuir es La llegada del otoño, donde capta el ambiente estacional.
Se hace referencia a Guo Xi como un "maestro Song del Norte" en lo que a pintura se refiere. Su obra inspiró a muchos artistas posteriores e incluso se le dedicaron paisajes. Su menos conocida pintura en pergamino Valle profundo representa un sereno valle de montaña cubierto de nieve y varios árboles que luchan por sobrevivir en escarpados acantilados. Las aguadas de tinta y las pinceladas amorfas se emplean para modelar superficies que sugieren los efectos velados de la atmósfera. Una de las técnicas de Guo Xi consistía en estratificar las aguadas de tinta para construir formas, y su Valle profundo es una obra maestra del uso de la tinta clara y la magnífica composición.
Su hijo describió más tarde cómo abordaba Guo Xi su trabajo: 
"Los días que iba a pintar, se sentaba en una mesa limpia, junto a una ventana luminosa, quemando incienso a derecha e izquierda. Elegía los pinceles más finos, la tinta más exquisita; se lavaba las manos y limpiaba la piedra de tinta, como si esperase una visita de rango. Esperaba a que su mente estuviera tranquila e imperturbable, y entonces empezaba".